# 猫爪草
猫爪草（学名：Ranunculus ternatus），又名“小毛茛”，为毛茛科毛茛属下的一个种。

## 扩展阅读
- 維基物種上的相關：猫爪草

## 外部連結
- 貓爪草 Mao Zhao Cao （页面存档备份，存于） 中藥標本數據庫 (香港浸會大學中醫藥學院) （繁體中文）（英文）